# Christian Morgenstern (trein)
De Christian Morgenstern was een Europese internationale trein op de Vogelfluglinie tussen Kopenhagen en Hamburg. De trein is genoemd naar de Duitse dichter Christian Morgenstern.

## EuroCity
In 1992 werd op de Vogelfluglinie een twee-uursfrequentie ingevoerd voor de EuroCity's, waarbij 's morgens zelfs om het uur werd gereden. Hierdoor werd het aantal treinen per richting verhoogd van drie naar zeven. De Christian Morgenstern was op 31 mei 1992 een van de nieuwkomers. De treinen werden genummerd vanaf 180, in volgorde van vertrek vanuit Hamburg. Christian Morgenstern kreeg, als eerste dienst van de dag, de nummers EC 180 en EC 181.

### Rollend materieel
De dienst werd gestart met getrokken treinen, samengesteld uit rijtuigen van de Deutsche Bundesbahn. Sinds juni 1997 wordt gereden met IC/3 treinstellen van de Deense spoorwegen.

### Route en dienstregeling
| EC 181 | Land       | Station                 | Km  | EC 180 |
| ------ | ---------- | ----------------------- | --- | ------ |
| 17:20  | Denemarken | København Hovedbanegård | 0   | 12:20  |
|        | Denemarken | Høje Taastrup           | 20  |        |
|        | Denemarken | Ringsted                | 54  |        |
|        | Denemarken | Naestved                | 91  |        |
|        | Denemarken | Nykøbing                | 147 |        |
|        | Denemarken | Rødby Færge             | 183 |        |
|        | Denemarken | Rødby Færge (boot)      | 183 |        |
|        | Duitsland  | Puttgarden (boot)       | 202 |        |
|        | Duitsland  | Puttgarden              | 202 |        |
|        | Duitsland  | Lübeck                  | 291 |        |
| 22:30  | Duitsland  | Hamburg Hbf             | 353 | 07:11  |

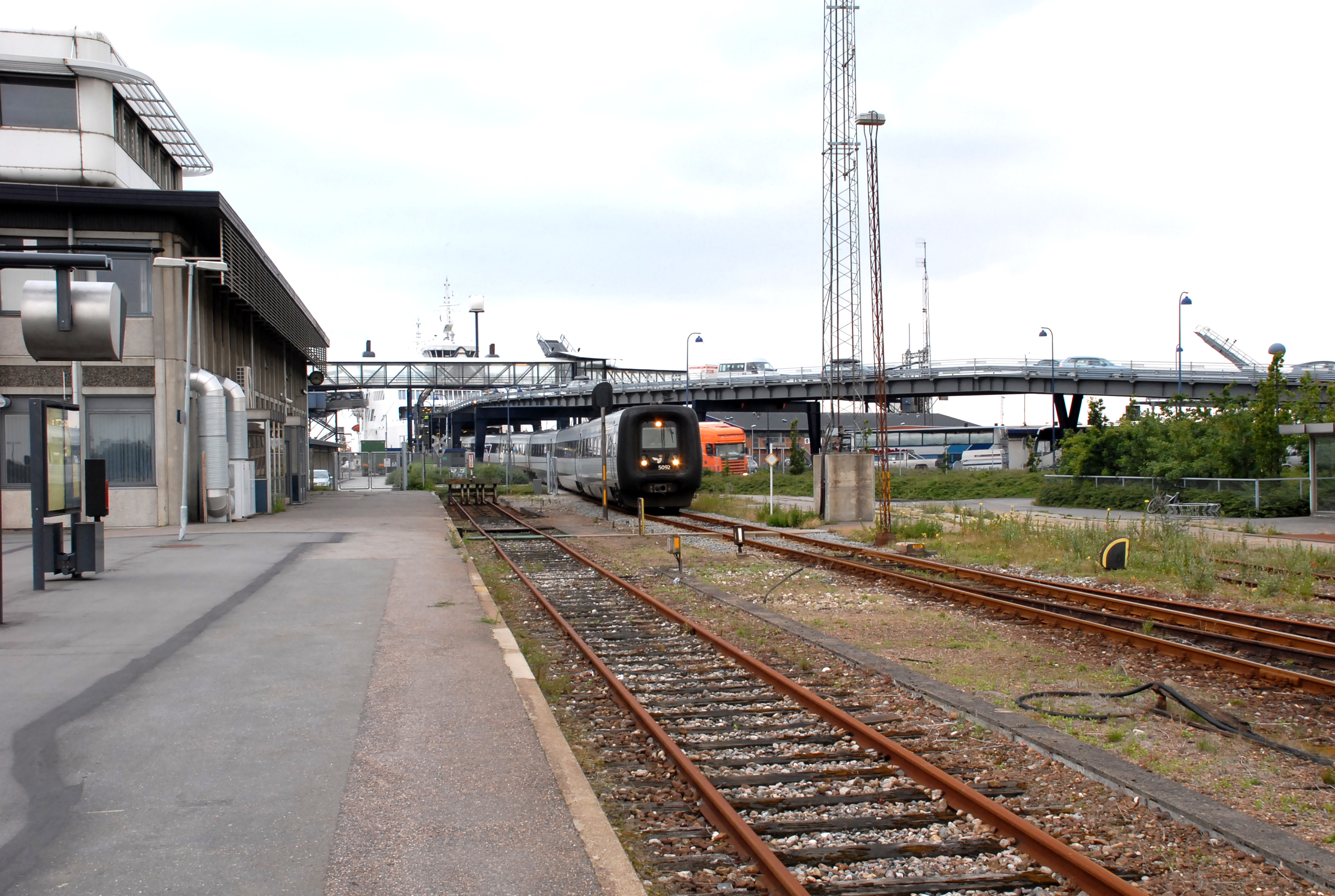
De IC/3 verlaat de spoorpont in Rødby Færge

Op 12 december 2004 vervielen de namen voor de Eurocities op de Vogelfluglinie en werd de dienst naamloos voortgezet.